# Sunshine Cleaning
Sunshine Cleaning è un film del 2008 di Christine Jeffs, interpretato da Amy Adams ed Emily Blunt.

## Trama
Rose Lorkowski è una madre single che lavora a tempo pieno come donna delle pulizie. Sua sorella Norah, fallita e fannullona, vive con il padre Joe e ha perso il suo posto da cameriera. Un giorno Rose incontra una sua compagna del college e si sente in imbarazzo per il proprio mestiere. Intanto suo figlio Oscar viene espulso da scuola per il suo comportamento bizzarro e le viene detto che deve dargli dei farmaci per disturbi da deficit di attenzione o iscriverlo in una scuola privata. Dal momento che non guadagna abbastanza col suo attuale impiego, Rose chiede un consiglio a Mac, il suo ragazzo del liceo con il quale ora ha una relazione sebbene lui sia sposato. Questi, sfruttando i suoi contatti come poliziotto, riesce a inserirla nel giro delle pulizie di scene del crimine.
In un primo momento le sorelle fanno il lavoro con i pochi mezzi a disposizione, gettando senza cura i rifiuti organici nei cassonetti invece che portarli all'inceneritore. In seguito acquistano l'attrezzatura necessaria da Winston, venditore di prodotti per la pulizia a cui manca un braccio. Le sorelle chiamano l'impresa "Sunshine Cleaning" e cominciano a fare progressi, creandosi una reputazione. Iniziano inoltre a scoprire un significato più profondo nella loro funzione di “aiuto” nel momento appena successivo a un lutto, e il lavoro fa riaffiorare in loro i ricordi collegati al suicidio della madre. Dopo un incontro con la moglie incinta di Mac in un distributore, Rose capisce che l'uomo non interromperà mai il proprio matrimonio e pone fine alla relazione. Intanto Norah conosce e inizia una relazione con Lynn, la figlia di una donna la cui casa lei e Rose hanno ripulito, senza che Lynn ne sia a conoscenza. Joe inizia a vendere gamberetti, sperando di guadagnare abbastanza da poter comprare un costoso binocolo che Oscar desidera per il suo compleanno.
Un giorno una compagnia di assicurazioni chiama la “Sunshine Cleaning" per un lavoro, dandole così la possibilità di farsi conoscere nell'ambiente. Sfortunatamente Rose deve partecipare a una festa per un bebè con tutte le sue compagne del liceo. Chiede allora a Norah di pulire la casa da sola finché lei non la raggiungerà. Il tentativo di Norah di pulire la casa finisce in un incendio. L'incidente rovina la reputazione dell'impresa, che deve ora pagare gli ingenti danni. Con il fallimento della "Sunshine Cleaning" Rose è costretta a tornare a fare la donna delle pulizie. Intanto l'attività di Joe sta andando male dal momento che tutti i negozianti a cui si rivolge rifiutano di comprare i suoi gamberetti. Norah rivela a Lynn della morte della madre e Lynn, delusa, capisce che Norah non era davvero interessata a lei. Alla festa di compleanno di Oscar, Norah chiede scusa a Rose e questa, nonostante sia ancora arrabbiata, la perdona. Qualche tempo dopo, Rose fa visita al padre e lui le rivela di aver venduto la casa. Quindi le dice che con i soldi ha creato una nuova impresa di pulizie, la "Lorkowski Cleaning". Norah parte per un viaggio alla ricerca della nuova se stessa, mentre Rose inizia a lavorare assieme al padre nella nuova impresa.

## Distribuzione
La pellicola è stata presentata al Sundance Film Festival il 18 gennaio 2008; in seguito è stata distribuita negli Stati Uniti d'America, con un numero limitato di copie, il 13 marzo 2009. In Italia è approdata nelle sale il 9 aprile 2010.